# Richard Mille Racing Team
Richard Mille Racing Team — французская автогоночная команда, основанная в 2020 году Ришаром Милль. Команда участвует на спортпрототипах класса LMP2 в Европейской серии Ле-Ман и в Чемпионате мира по автогонкам на выносливость.

## История
В 2020 году было объявлено о создании французской команды Richard Mille Racing Team. Цель этой новой команды состояла в том, чтобы участвовать в Европейской серии Ле-Ман в 2020 и 2021 годах в классе LMP2, пригласив туда женский экипаж. Пилотами, выбранными для этого первого сезона, были Татьяна Кальдерон, София Флёрш и Кэтрин Легг. Техническую поддержку команде оказала французская структура Signatech. Эта новая структура также подала заявку на участие в 24 часах Ле-Мана, и она была принята. Во время предсезонных тестов перед началом чемпионата Европейской серии Ле-Ман на трассе Поль Рикар Кэтрин Легг вылетела с трассы. После этого выезда британская гонщица сломала левую большеберцовую кость и малоберцовую кость, что положило конец её сезону. В команде было всего два гонщика на трассе Поль Рикар, учитывая участие Софии Флёрш в чемпионате Формулы-3, бразильский гонщик Андре Неграо вскоре заменил Кэтрин Легг в гонке 4 часа Ле-Кастелле. Нидерландская гонщица Бейтске Виссер позже тестировала машину для команды и затем была выбрана, чтобы закончить сезон.
В 2021 году вместо повторного участия в чемпионате Европейской серии Ле-Ман, как было объявлено ранее, команда приняла участие в чемпионате мира по гонкам на выносливость. Для нового сезона были продлены контракты с гонщицами Татьяной Кальдерон, Софией Флёрш и Бейтске Виссер. Как и в предыдущем сезоне, технически команду поддерживала французская структура Signatech. В предпоследней гонке сезона, 6 часов Бахрейна 2021 года, Татьяна Кальдерон, нанятая в Японии в рамках выступлений в Супер-формуле, была заменена Габриэлем Обри. Затем Татьяна Кальдерон взяла на себя управление автомобилем в последней гонке сезона, 8 часов Бахрейна 2021 года.
В 2022 году, все ещё участвуя в чемпионате мира по гонкам на выносливость, команда сформировала свою команду, выбрав пилотов Шарля Милези, Себастьена Ожье и Лилу Ваду. Как и в предыдущие сезоны, команду технически поддерживала французская структура Signatech. После 24 часов Ле-Мана 2022 года Себастьян Ожье сообщил, что прекращает свое участие в чемпионате мира по гонкам на выносливость. Затем его заменил французский гонщик Поль-Лу Шатин.

## Результаты выступлений в 24 часах Ле-Мана
| Год  | Класс | № экипажа | Пилоты                                       | Прототип | Шины | Круги | Результат |
| ---- | ----- | --------- | -------------------------------------------- | -------- | ---- | ----- | --------- |
| 2020 | LMP2  | 50        | Татьяна Кальдерон София Флёрш Бейтске Виссер | Oreca 07 | M    | 364   | 9         |
| 2021 | LMP2  | 1         | Татьяна Кальдерон София Флёрш Бейтске Виссер | Oreca 07 | G    | 74    | Сход      |
| 2022 | LMP2  | 1         | Лилу Ваду Себастьен Ожье Шарль Милези        | Oreca 07 | G    | 366   | 9         |